# Veppathur
Veppathur é uma panchayat (vila) no distrito de Thanjavur, no estado indiano de Tamil Nadu.

## Demografia
Segundo o censo de 2001, Veppathur tinha uma população de 7414 habitantes. Os indivíduos do sexo masculino constituem 50% da população e os do sexo feminino 50%. Veppathur tem uma taxa de literacia de 66%, superior à média nacional de 59.5%: a literacia no sexo masculino é de 75% e no sexo feminino é de 57%. Em Veppathur, 11% da população está abaixo dos 6 anos de idade.